# Piz Grand
Piz Grand är en bergstopp i Schweiz.   Den ligger i regionen Maloja och kantonen Graubünden, i den sydöstra delen av landet, 180 km öster om huvudstaden Bern. Toppen på Piz Grand är 2 459 meter över havet, eller 147 meter över den omgivande terrängen. Bredden vid basen är 0,29 km.
Terrängen runt Piz Grand är mycket bergig. Runt Piz Grand är det glesbefolkat, med 10 invånare per kvadratkilometer.. Närmaste större samhälle är Sils-Segl Maria, 16,6 km nordost om Piz Grand. 
Trakten runt Piz Grand består i huvudsak av gräsmarker.